# Osmykiwanie

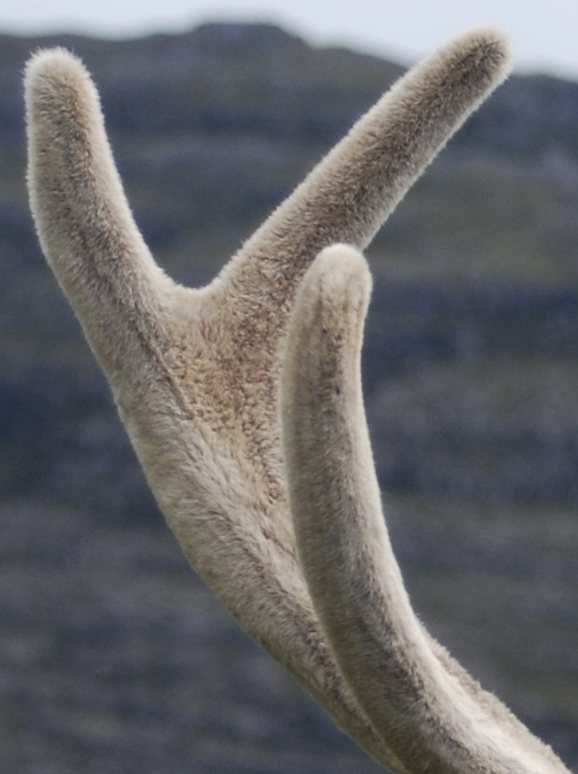
Poroże porośnięte scypułem

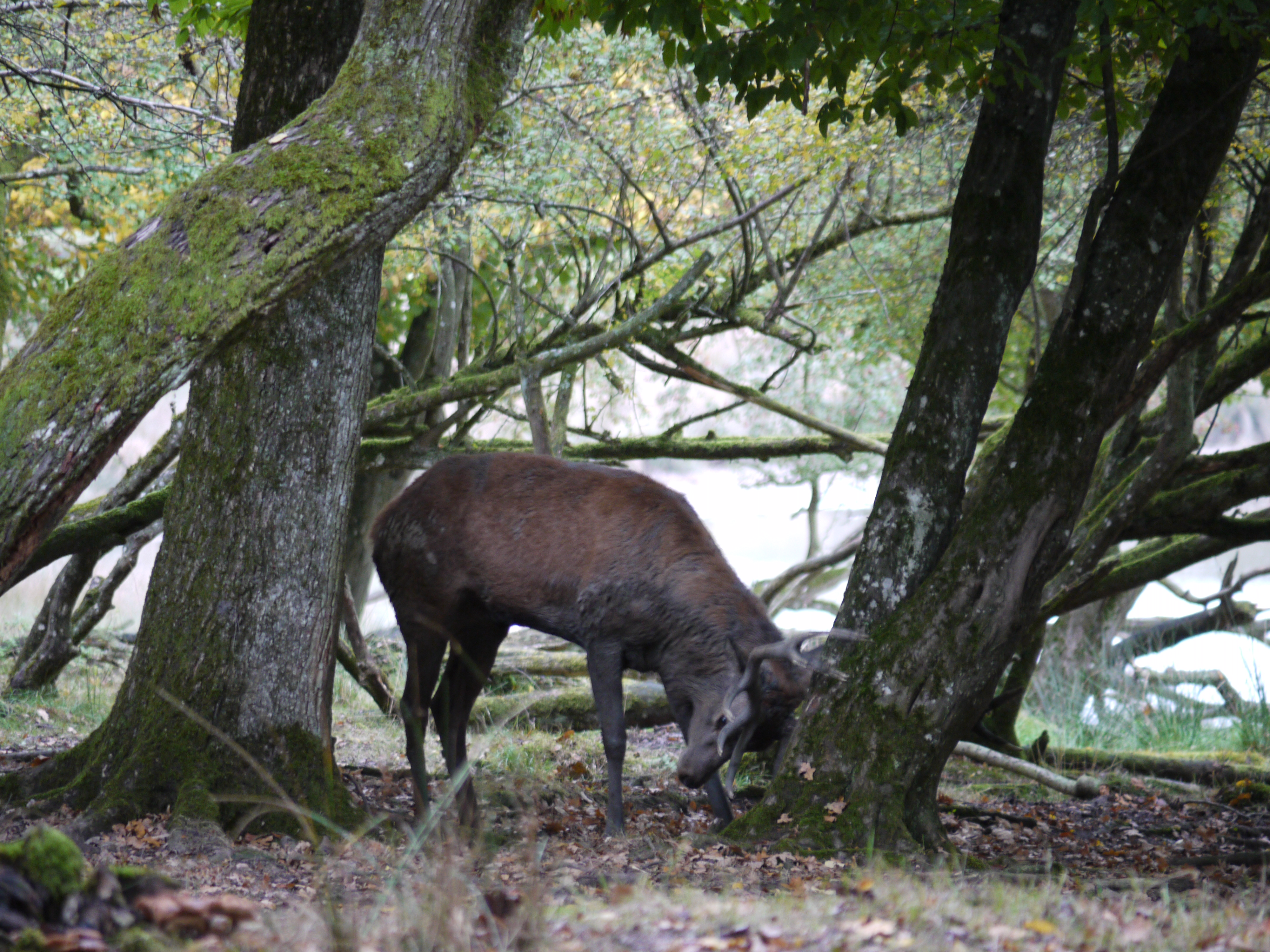
Jeleń osmykujący porożem drzewo

Osmykiwanie, czemchanie, obijanie – rodzaj szkód wyrządzanych przez jeleniowate w drzewostanach. Uszkodzeniu ulega kora na pniach, która jest zdzierana  w wyniku uderzania porożem, pocierania czołem, wycierania scypułu oraz ocierania się tułowiem o korę. Dodatkowo w wyniku osmykiwania zostają uszkodzone pędy boczne, które ulegają złamaniu. Osmykiwanie jest szkodą powstającą jako rezultat zachowań socjalnych samców jeleniowatych (byków, rogaczy), m.in. terytorializmu i dominacji. Zniszczeniu podlegają głównie drzewa w wieku od kilku do kilkunastu lat, co prowadzi często do ich obumierania.     
Szkody wyrządzane przez osmykiwanie powstają przed i w trakcie rui samic. Wówczas samce jeleniowatych toczą tzw. walki pozorowane, podczas których uderzają porożem o pnie drzew, powodując niszczenie kory oraz pędów bocznych. Podobnie jeleniowate niszczą korę w trakcie wycierania scypułu, wówczas samce próbują pozbyć się z poroża cienkiej owłosionej skóry. Dodatkowo jeleniowate znakują także zapachowo granice swojego obszaru terytorialnego poprzez pocieranie czołem pni drzew. Podczas pocierania gruczoły zapachowe, które zlokalizowane są na czole, wydzielają substancję zapachową, która zostaje na pniu. Intensywność osmykiwania poprzez pocieranie czołem wzrasta głównie po wystąpieniu opadów atmosferycznych. Wówczas dominujący samiec w hierarchii socjalnej ponownie znakuje terytorium po wcześniejszym zmyciu substancji zapachowych z drzew.  
Osmykiwania przyczynia się głównie do niszczenia drzew stanowiących tzw. domieszkę. W Polsce często osmykiwanymi gatunkami są modrzew oraz jawor (obszary górskie) w uprawach sosny. Uszkodzenia powstające w trakcie osmykiwania mają niewielkie znaczenie w gospodarce leśnej, ponieważ dotyczą pojedynczych drzew.